# HD 161289
HD 161289，又名BD+02 3391，SAO 122691、HR 6610，是一颗恒星，视星等为6.56，位于銀經27.5，銀緯16.03，其B1900.0坐标为赤經17h 39m 34s，赤緯+2° 16.03′ 20″。